# Tulus
Tulus é um dos nove distritos do estado de Darfur do Sul, no Sudão.